# Premio Aschehoug
El Premio Aschehoug (en noruego: Aschehougprisen) es un premio literario noruego concedido anualmente por la editorial Aschehoug a autores noruegos en base al mérito de una reciente publicación. El premio consiste en una estatuilla y 100.000 coronas (2007).

## Galardonados
- 1973, Stein Mehren
- 1974, Bjørg Vik
- 1975, Kjartan Fløgstad
- 1976, Karin Bang
- 1977, Knut Hauge
- 1978, Olav H. Hauge
- 1979, Ernst Orvil y Tor Åge Bringsværd
- 1980, Idar Kristiansen
- 1981, Jan Erik Vold
- 1982, Kjell Erik Vindtorn
- 1983, Arnold Eidslott
- 1984, Cecilie Løveid
- 1985, Edvard Hoem
- 1986, Rolf Jacobsen
- 1987, Finn Carling
- 1988, Einar Økland
- 1989, Bergljot Hobæk Haff
- 1990, Erling Kittelsen
- 1991, Kjell Askildsen
- 1992, Eldrid Lunden
- 1993, Jan Kjærstad
- 1994, Inger Elisabeth Hansen
- 1995, Lars Amund Vaage
- 1996, Tor Fretheim
- 1997Jon Fosse
- 1998, Gro Dahle
- 1999, Øyvind Berg
- 2000, Laila Stien
- 2001, Ole Robert Sunde
- 2002, Ellen Einan
- 2003, Steinar Opstad
- 2004, Dag Solstad
- 2005, Hans Herbjørnsrud
- 2006, Espen Haavardsholm
- 2007, Hanne Ørstavik
- 2008, Paal-Helge Haugen
- 2009, Thure Erik Lund
- 2010, Anne Oterholm
- 2011, Bjørn Sortland
- 2012, Ragnar Hovland
- 2013, Erlend Loe
- 2014, Geir Gulliksen
- 2015, Vigdis Hjorth
- 2016, Per Petterson
- 2017, Øyvind Rimbereid
- 2018, Liv Køltzow.[1]
- 2019, Johan Harstad.[2]
- 2020, Sin distribución
- 2021, Karin Haugane
- 2022, Linn Ullmann